# Nahr-e Hamūd
Nahr-e Hamūd (persiska: نهر حمود, Nahr-e Ḩamūd) är en ort i Iran.   Den ligger i provinsen Khuzestan, i den västra delen av landet, 600 km söder om huvudstaden Teheran. Nahr-e Hamūd ligger 7 meter över havet och antalet invånare är 140.
Terrängen runt Nahr-e Hamūd är mycket platt. Runt Nahr-e Hamūd är det ganska tätbefolkat, med 54 invånare per kvadratkilometer. Närmaste större samhälle är Shādegān, 7,8 km nordväst om Nahr-e Hamūd. Omgivningarna runt Nahr-e Hamūd är i huvudsak ett öppet busklandskap.